# Сучасний максимум

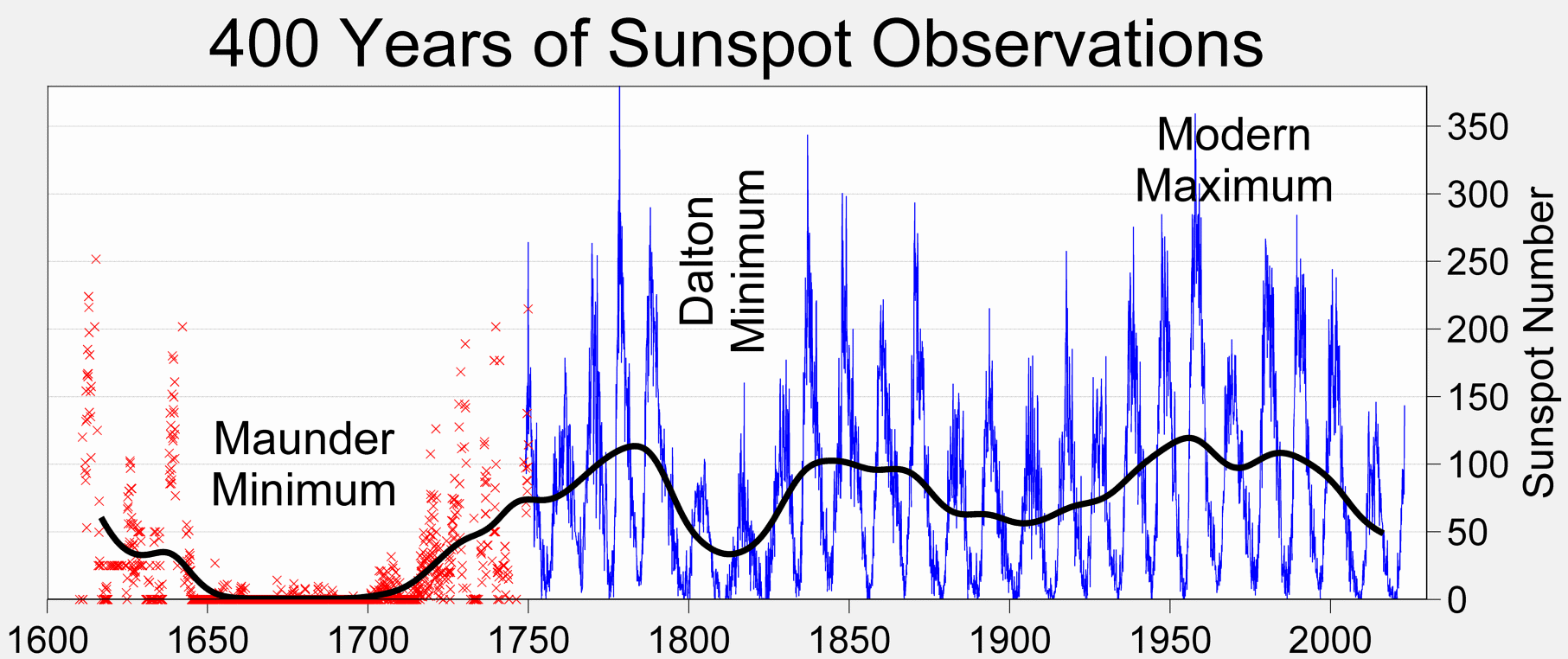
Історія спостережень кількості сонячних плям, що показує нещодавню підвищену активність.

Сучасний максимум — період високої сонячної активності, що розпочався з 15-го сонячного циклу 1914 року і, можливо, триває досі. Ідея сучасного максимуму була висунута Самі Соланкі, Іллею Усоскіним та їхніми колегами.
Сучасний максимум досяг кульмінації в 19-му сонячному циклі наприкінці 1950-х років і досяг другого піку протягом 1990-х років. Припускали, що він міг завершитися в 2000-х роках 23-м сонячним циклом, оскільки 24-й сонячний цикл у 2010-х вже був значно менш активним. Однак поточний 25-й сонячний цикл значно перевищив свій прогнозований низький максимум і може виявитись продовженням сучасного максимуму.
Сучасний максимум є природним проявом сонячної мінливості та одним із багатьох відомих максимумів і мінімумів сонячної активності, які тривали по декілька десятиліть або століть, охоплюючи кілька сонячних циклів.